# Vohren
Vohren ist eine zur Stadt Warendorf gehörende Bauerschaft im östlichen Münsterland. Die ländliche Ortschaft hat eine Fläche von 21,56 km² und zählte im Jahr 2000 etwa 650 Einwohner.

## Geographische Lage
Vohren liegt auf dem 8. Meridian zwischen Münster (ca. 32 Kilometer), Bielefeld (ca. 35 Kilometer), Osnabrück (ca. 38 Kilometer) und Beckum (ca. 22 Kilometer). Westlicher Nachbar Vohrens ist die Kreisstadt Warendorf, im Norden bildet die Ems die Grenze. Nachbargemeinde im Osten ist Beelen, im Süden und Südwesten sind Westkirchen und Freckenhorst Nachbarn.
Die Bauerschaft wird von zwei Bundesstraßen und der Bahnstrecke Münster – Warendorf – Rheda zerschnitten, an der es bis in die 2000er Jahre einen Haltepunkt besaß, welcher mittlerweile wegen isolierter Lage stillgelegt ist. Ein echtes Gemeindezentrum existiert nicht. Die Bauernhöfe der Streusiedlung sind in der Regel durch asphaltierte Wirtschaftswege an das Hauptverkehrszentrum angeschlossen.
Die gesamte Gemeindefläche liegt im Emssandgebiet auf einer Höhe zwischen 62,5 m (Vohrener Höhe) und 55 m (Emsaue) über dem Meer. Zwei natürliche Nebenflüsse, Axtbach und Holzbach, und ein künstlicher Nebenfluss, der Talgraben, entwässern mit zahlreichen kleineren Zuflüssen das Gebiet.
Die Bauerschaft Vohren ist noch in weitere Bezirke aufgeteilt:
- Dooren: an der Grenze nach Beelen
- Düdinger Roorer: Am Golfplatz
- Holperie: Bereich um Uphaus und Herte
- Kiskerie: Bereich um Bückmann und Mielewerke
- Seggelort: Bereich um die Höfe Fartmann, Lackhove und Sechelmann
- Katzhagen: Bereich um die ehemalige Schule

## Geschichte
Die Gründung der Bauerschaft lässt sich urkundlich nicht festlegen. Der Haupthof, Schulze Vohren, liegt an der Kreuzung des südlichen Emsuferweges (B 64 – Verbindung Münster–Rheda) mit der Axtbachmündung nach Süden hin bis zur Furt. Hier konnte man durch den Axtbach fahren.
Mit der Einführung der Westfälischen Landgemeindeordnung wurde Vohren 1844 zu einer Gemeinde im Amt Sassenberg.

### Name
So ist der Name Vohren vermutlich abzuleiten von dem altsächsischen Verbum „faran“ = „fahren“, und zwar vom Präterialstamm fôr. Die Länge des ô bedingte die spätere Einschiebung des „h“ in „Vohren“. Die Freckenhorster Heberolle schreibt den Namen der Höfe Vohren (Vôrnon), Dütting (Duttinghuson), Sechelmann (Sahtinghêm), Kuckelmann (Kukonhêm) und Herte (Herithi). Diese Höfe, die auch heute noch existieren, mussten Abgaben an die Abtei Freckenhorst entrichten. Schulze Vohren und Sechelmann finden sich auch im Heberegister des Stiftes Mauritz bei Münster.

### Gebäude
Ein ortsbildprägendes Gebäude ist die unter Denkmalschutz stehende St. Johanneskapelle.

### Geschichte der Schule
Spätestens ab 1792 bis zum Jahre 1837 wurde der Speicher auf dem Hof Schulze Vohren als Schule und Dienstwohnung benutzt. Vorher soll eine Scheune auf Colon Sternbergs Hof (heute Schulze Relau) als Schule gedient haben. Im Jahre 1836/37 entschloss sich die Gemeinde eine neue Schule zu bauen. Ein für den Ackerbau wertloses und nasses Gelände, das aus den Markengründen der Gemeinde stammte, wurde als Bauplatz gewählt. Es war die tiefste Stelle der Gemeinde, sie hatte vorher als Senkelgrube gedient. Die angrenzende Heidefläche wurde kultiviert, 28 Ar davon als Schulgarten eingerichtet, die übrigen 60 Ar mit Schlagholz bepflanzt und beides dem Lehrer zur Nutzung zur Verfügung gestellt.
Das Schulgebäude, in Fachwerkbauweise errichtet, beschrieb der Lehrer Heinrich Brokinkel (1857–1933):
„Es ist im Großen ganzen so beschaffen, wie man es von einem derartigen Gebäude erwarten muss. Links in demselben befindet sich das Unterrichtslokal. Es ist ungefähr 8 m lang und 9m breit, vier Fenster nach Osten, vier nach Westen sorgen für das nötige Licht; die Wände sind tapeziert.“
Mitten im „Unterrichtslokal“ stand ein riesiger Ofen, der vom Lehrer vor Unterrichtsbeginn angeheizt werden musste. Er hatte einiges an Wärme herzugeben, denn die Halbsteinwände (12 cm Stärke) waren nicht isoliert und hier und da von Schülern an- und durchgebohrt. Der Klassenraum war zeitweilig mit mehr als 100 Schülern besetzt. Unter der Vorgängerin des Lehrers Brokinkel bestand während des Sommerhalbjahres Halbtagsschule, da die Mitarbeit der Kinder auf den Höfen unentbehrlich war. Als aber die Zahl der Kinder auf über 111 anstieg, wurde 1878 mit Genehmigung der Regierung die Halbtagsschule auch für den Winter eingerichtet.
Da die Schülerzahl weiterhin sehr hoch lag, verlangte die königliche Regierung im Frühjahr 1896 die Einrichtung einer zweiten Lehrerstelle. Obwohl die Schule im Sommer von 117 Schülern besucht wurde, weigerte sich die Gemeinde zunächst, die Schule durch einen Anbau zu erweitern. So wurde demnach Halbtagsunterricht  eingeführt, die Oberstufe bekam 20, die Unterstufe 12 Stunden pro Woche. Im Jahre 1897 wurde dann der Bau eines neuen Klassenraumes seitens der Gemeinde beschlossen. Der zweistöckige Anbau wurde im Herbst 1898 bezogen und zugleich eine Lehrerin angestellt. Für sie stand über dem neuen Klassenraum eine Wohnung zur Verfügung.
1950 wurde die Schule zum zweiten Male erweitert. Diesmal durch zwei weitere Klassenräume. Die Schülerzahl war durch Evakuierte und Heimatvertriebene weiter gewachsen. Zudem entsprach der Altbau von 1837 nicht mehr den Anforderungen zeitgemäßen Unterrichts. Er diente fortan als Ausweich-, Turn- und Spielraum. 1969 wurde die Schule, die 1968 noch Grundschule geworden war, geschlossen.

### Eingemeindung
Am 1. Juli 1969 verlor sie durch das Gesetz zur Neugliederung von Gemeinden des Landkreises Warendorf ihre Selbständigkeit und wurde der Stadt Warendorf zugeschlagen.

## Freizeit
Radfahren und Reiten gehören zu den traditionellen Freizeitsportarten in Vohren. Zudem gibt es in Vohren auch einen Golfplatz, ein Gewässer für Angler, asphaltierte Rad- und Feldwege. In Vohren am Wasserwerk befindet sich die erste Station des EmsAuenWeges nach Rheine.